# Labyrinthspinne
Die Labyrinthspinne (Agelena labyrinthica) ist eine Art aus der Gattung der Labyrinthspinnen (Agelena) in der Familie der Trichterspinnen (Agelenidae). Sie wurde zur Spinne des Jahres 2011 gewählt.

## Merkmale
Die Labyrinthspinne erreicht eine Körperlänge von bis zu 14 Millimetern als Weibchen, die Männchen werden maximal 12 Millimeter groß. Der Hinterleib (Opisthosoma) ist graubraun gefärbt. Die graue Behaarung bildet dabei ein Muster aus leicht schräg nach hinten gerichteten Streifen. Bei älteren Tieren nutzen sich die Haare zunehmend ab, so dass sie dann brauner wirken als Jungtiere. Der Vorderkörper (Prosoma) ist gelbbraun bis rotbraun gefärbt. Durch die graue Mittel- und Randbehaarung ergeben sich so zwei breite Längsstreifen auf dem Vorderkörper. Die Spinnwarzen der Labyrinthspinne sind besonders lang und auffällig ausgebildet. Die Beine entsprechen in der Färbung dem Hinterkörper und haben keine besondere Musterung.

### Ähnliche Arten
Allagelena gracilens (ex. Agelena gracilens) ist der Labyrinthspinne äußerst ähnlich. Sie kommt jedoch seltener vor, ist deutlich kleiner, baut ihr kleineres Trichternetz oft auch in höherer Vegetation, und erwachsene Tiere treten etwas später im Jahr auf.

## Vorkommen und Verbreitung
Labyrinthspinnen bevorzugen trockenere Orte im Freien mit niedriger Vegetation, z. B. Trockenrasen, Heide, Ödland, Wegränder und Gebüsch. Sie ist in geeigneten Lebensräumen fast immer häufig anzutreffen. Die Labyrinthspinne ist in der ganzen Paläarktis verbreitet und nicht selten.

## Verhalten

### Lebensweise und Beutefang
Wie die meisten Trichterspinnen baut auch die Labyrinthspinne ein dicht gewebtes Trichternetz mit einem Schlupfwinkel in der Nähe der Netzmitte. Das Netz kann einen Durchmesser von 50 Zentimetern erreichen und wird direkt am Boden oder in nur geringer Höhe gebaut. Die Spinne wartet meist in oder vor dem Schlupfwinkel auf Beuteinsekten, die über das Netz laufen oder darauf fallen. Wenn eine Beute durch die Erschütterung des Netzes wahrgenommen wird, dann läuft die Spinne auf dem Netz schnell zur Beute und fesselt diese mit Spinnseide. Wenn das Insekt so immobilisiert ist, wird es durch einen Giftbiss gelähmt, in den Schlupfwinkel transportiert und dort verzehrt.
Bei Störungen zieht sich die Labyrinthspinne in den Schlupfwinkel zurück und kann im Notfall durch den nach hinten offenen Trichter flüchten.

### Fortpflanzung
Die Paarung erfolgt im Hochsommer. Das Männchen betritt das Netz des Weibchens. Ist dieses paarungsbereit, so verharrt es am Trichtereingang. Das Männchen ergreift dann das Weibchen und führt die Pedipalpen in die Epigyne ein. Nach der Paarung erwacht das Weibchen aus seiner Starre, und das Männchen flüchtet aus dem Netz. Nicht selten wird es jedoch vom Weibchen eingeholt und wie andere Beute gefangen und verzehrt.
Das Weibchen baut im Spätsommer ihr Netz zu einem Kokon um. Dieser wird mit fester Spinnseide in der Vegetation befestigt. In diesem Kokon überwintern die Eier und Jungspinnen. Sie verlassen im nächsten Frühjahr das Nest.

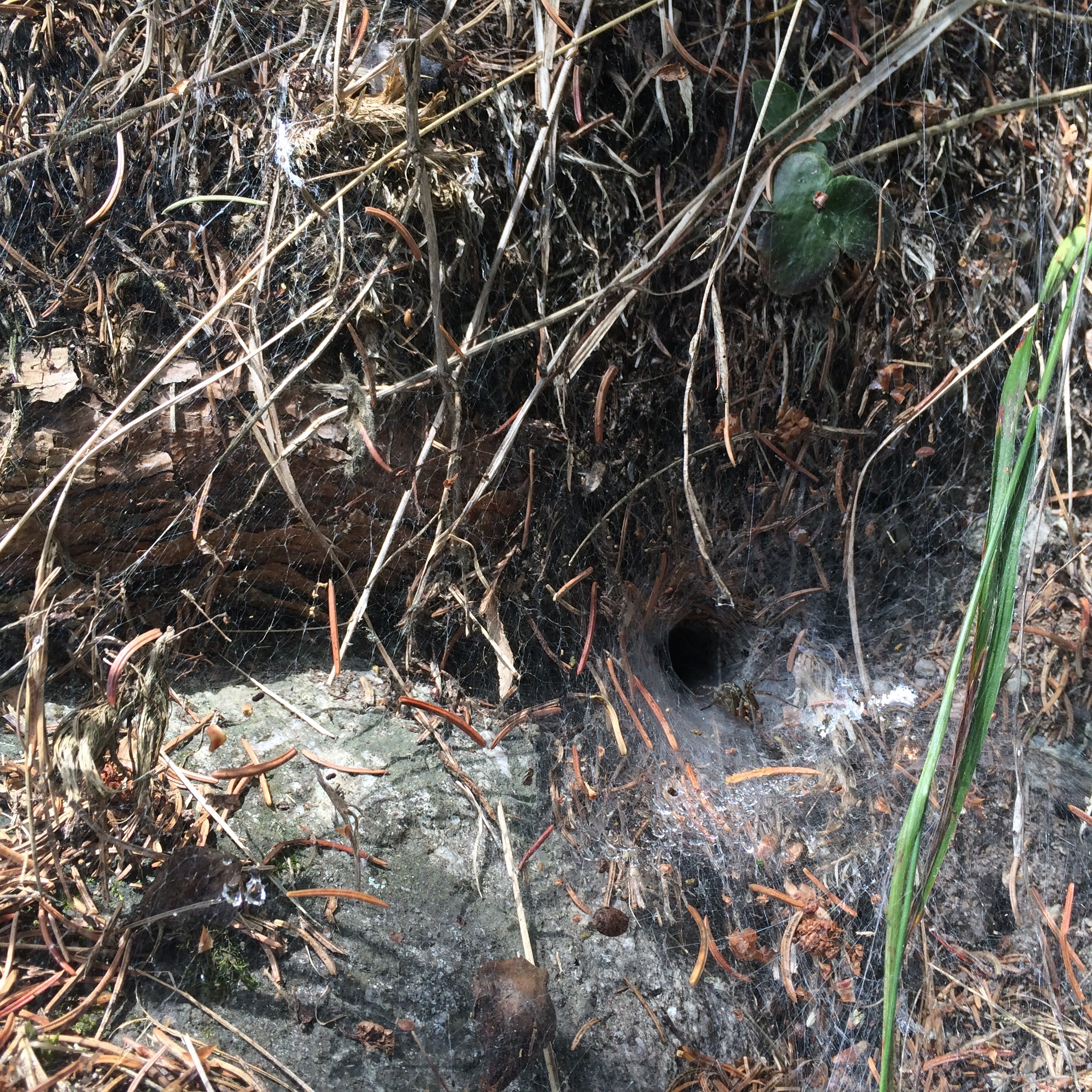
Labyrinthspinne vor ihrem Trichter
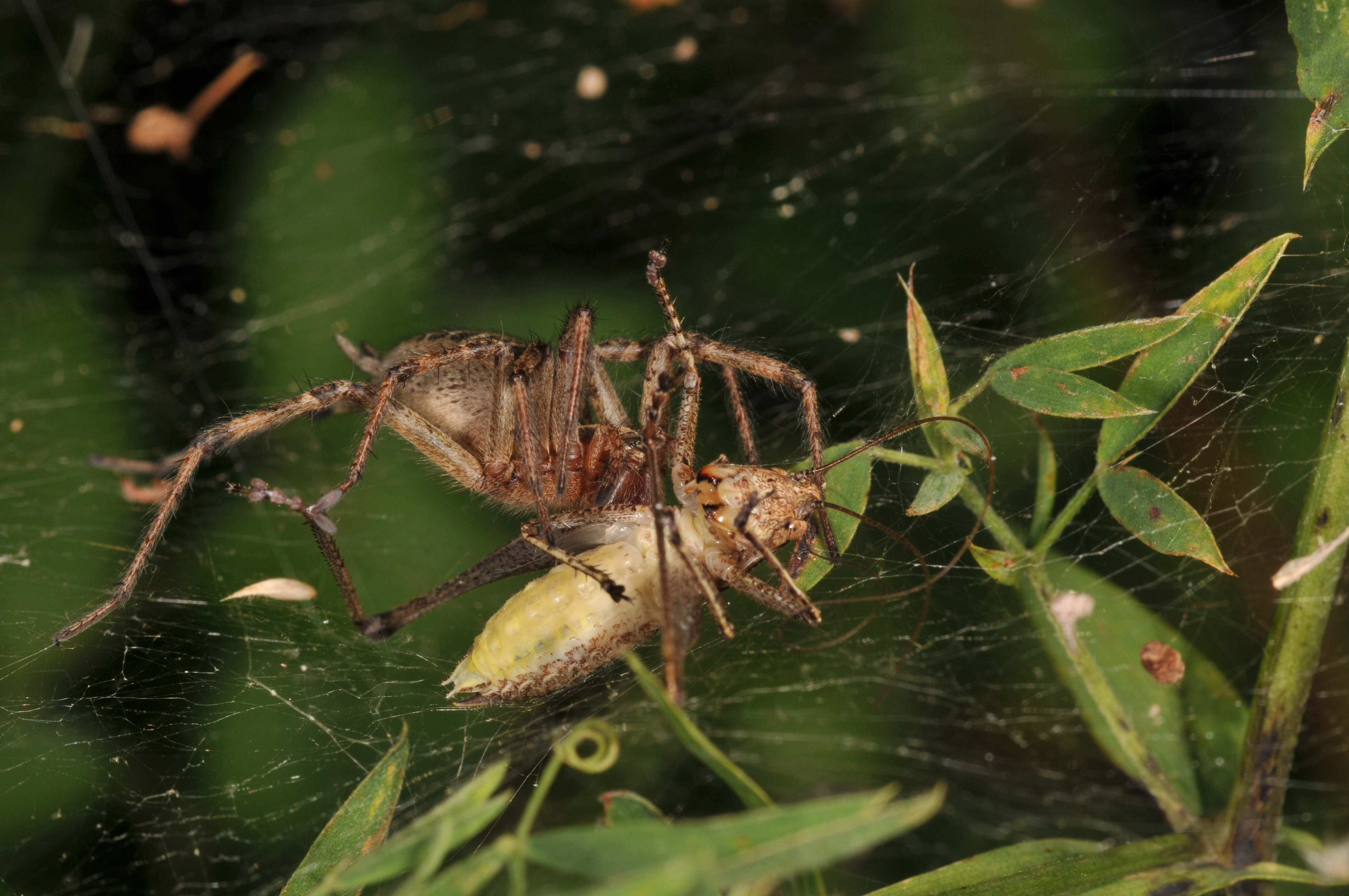
Labyrinthspinne mit Beute
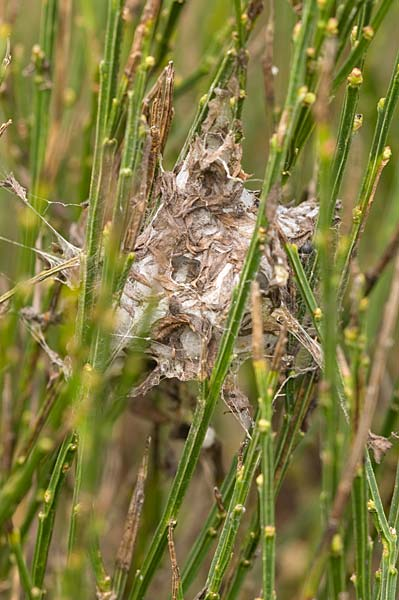
Kokon der Labyrinthspinne in Ginster
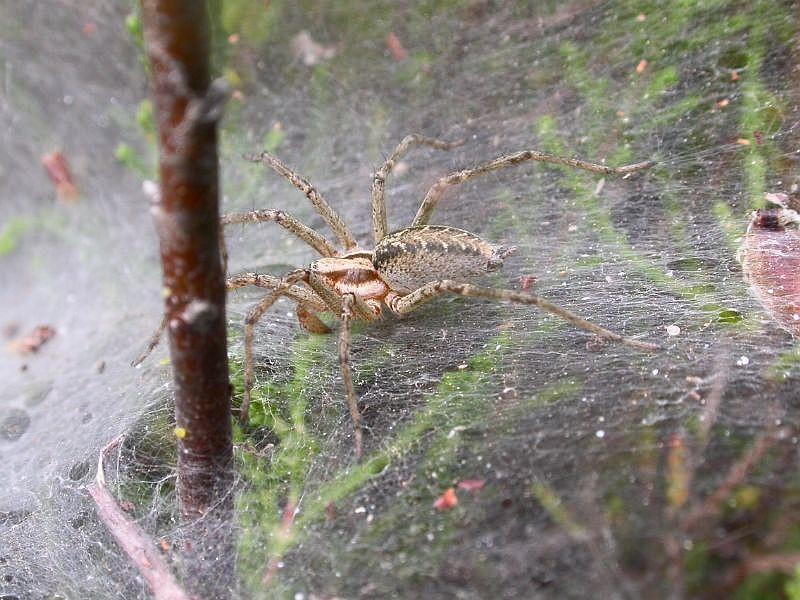
Labyrinthspinne auf Netz
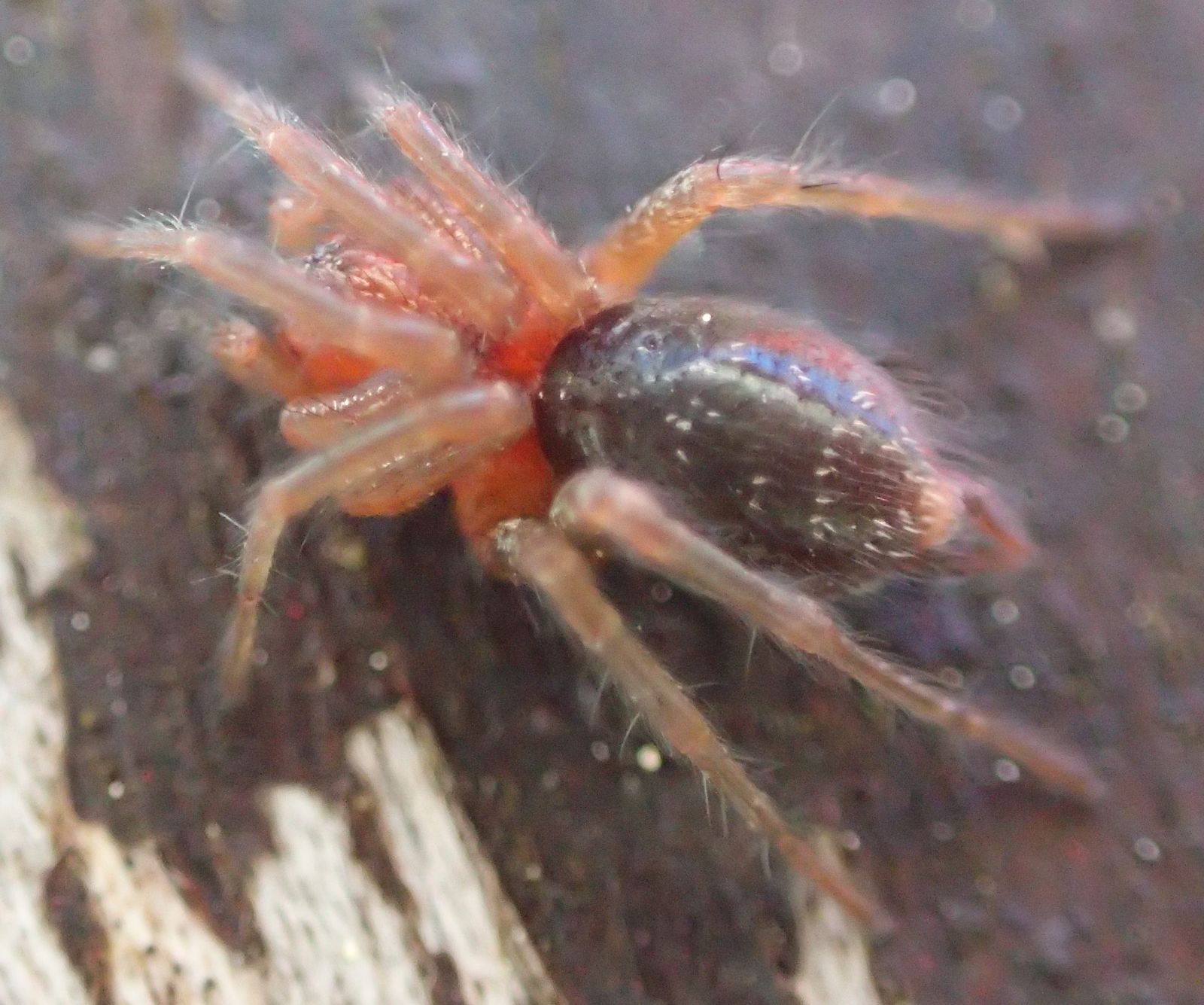
Sehr jung
- Männliche Labyrinthspinne in ihrem Netz (Video, 51s)